# Chiến khu Bắc Bộ Quân Giải phóng Nhân dân Trung Quốc
Chiến khu Bắc bộ là đơn vị cấp Bộ Tư lệnh tác chiến Vùng (tương đương cấp Bộ) trực thuộc Quân ủy Trung ương Trung Quốc có nhiệm vụ triển khai chỉ huy tác chiến liên hợp phía Bắc của Trung Quốc. Phạm vi quản lý của Chiến khu Bắc bộ gồm Hắc Long Giang, Cát Lâm, Liêu Ninh, Nội Mông, Sơn Đông. Bộ Tư lệnh đặt tại Thẩm Dương.

## Lịch sử
Ngày 11 tháng 1 năm 2016, tổ chức của Quân Giải phóng Nhân dân Trung Quốc được cải tổ lại. Trong đó, xóa bỏ 7 Đại Quân khu và thành lập mới 5 Chiến khu (Trung ương, Bắc bộ, Nam bộ, Tây bộ, Đông bộ).

## Chức năng nhiệm vụ
Chiến khu Bắc bộ có nhiệm vụ triển khai chỉ huy tác chiến liên hợp phía Bắc của Trung Quốc. Chiến khu Bắc bộ chỉ chịu trách nhiệm chỉ huy tác chiến chứ không phải vừa quản lý xây dựng vừa chỉ huy tác chiến như các Đại Quân khu cũ trước đây.

## Lãnh đạo hiện nay
- Tư lệnhː Vương Cường
- Chính ủyː Trịnh Tuyền

## Tổ chức

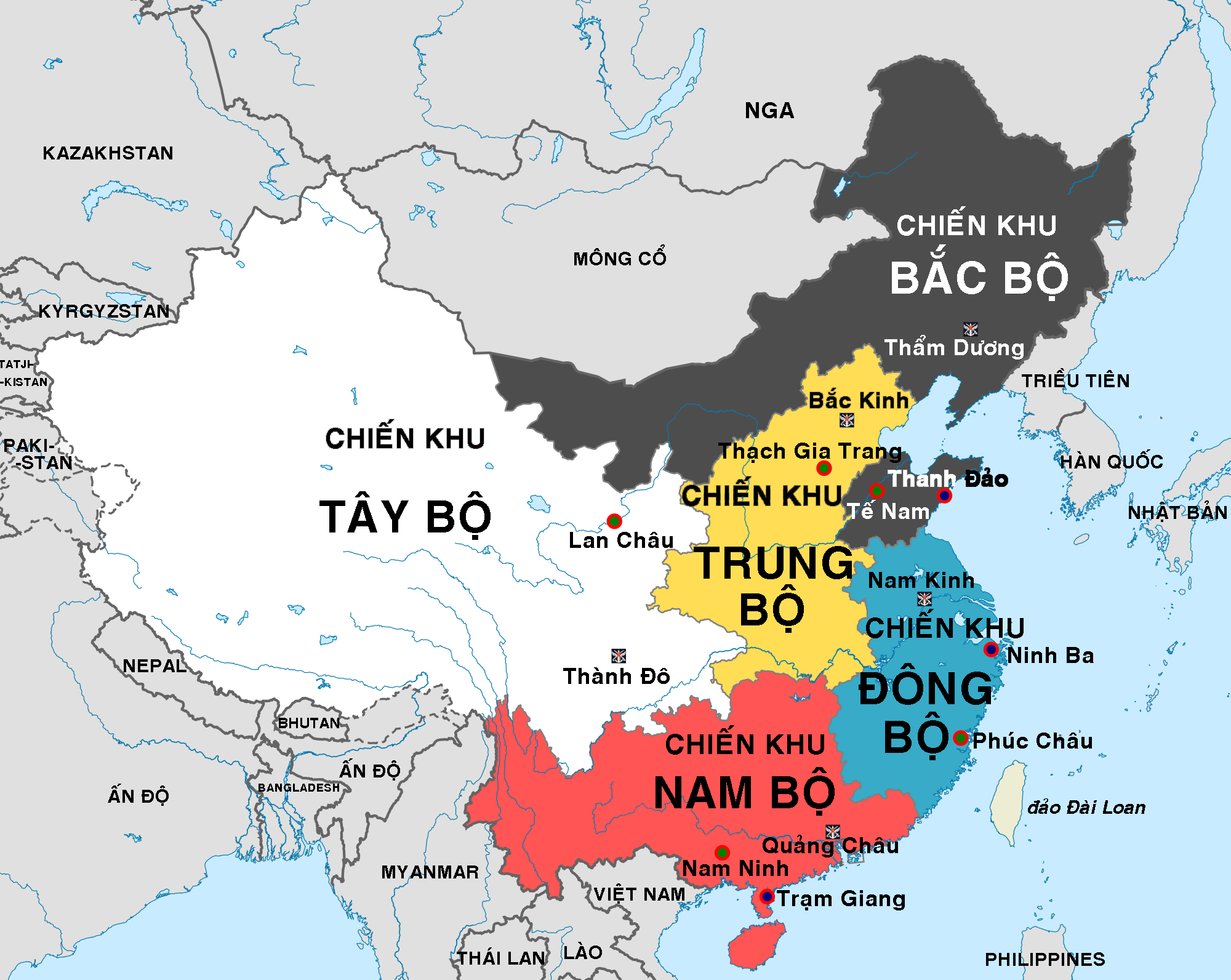
Địa bàn 5 Chiến khu của Quân đội Trung Quốc sau năm 2016.

### Cơ quan trực thuộc
- Bộ Tham mưu liên hợp
- Bộ Công tác Chính trị
- Ủy ban Kiểm tra Kỷ luật

### Đơn vị chỉ huy tác chiến
Lục quân Chiến khu Bắc bộ
- Tập đoàn quân 78:
- Tập đoàn quân 79:
- Tập đoàn quân 80:
  - Tư lệnh: Thiếu tướng Vương Tú Bân - Ủy viên dự khuyết Ủy ban Trung ương Đảng Cộng sản Trung Quốc khóa XIX

Hải quân Chiến khu Bắc bộ
- Tư lệnh: Trương Văn Đán
- Chính ủy: Khang Phi

Không quân Chiến khu Bắc bộ

## Tư lệnh qua các thời kỳ
- Thượng tướng Tống Phổ Tuyển (1/2016—9/2017)
- Thượng tướng Lý Kiều Minh (9/2017—2022)
- Thượng tướng Không quân Vương Cường (2022-)

## Chính ủy qua các thời kỳ
- Thượng tướng Chử Ích Dân (1/2016—1/2017)
- Thượng tướng Không quân Phạm Kiêu Tuấn (1/2017—2022)
- Đô đốc Lưu Thanh Tùng (1/2022-2023)
- Thượng tướng Trịnh Tuyền (2023-)